# Andělský vrch
Andělský vrch (573 m n. m.) je nejvyšším vrcholem ve Frýdlantské pahorkatině. Nachází se při česko-polské státní hranici zhruba 2,5 km vsv. od Nového Města pod Smrkem. Má podobu nízkého plochého vrcholu se hřbetem z plástevné biotit-muskovitické ortoruly. Vegetaci tvoří především smrkové lesy.
Během hledání pramenů radioaktivních vod, na němž se podílela Přírodovědecká fakulta Univerzity Karlovy a wrocławská Polytechnika, bylo na úpatí Andělského vrchu nalezeno několik pramenů, jež by mohly být využity pro léčebné účely. První objev se uskutečnil 12. června 2010, kdy byl objeveno silné prameniště radioaktivních vod, jejichž nejsilnější pramen se pojmenoval Rafael. Jeho aktivita je 3000 Bq/l. Následující rok došlo k objevu dalších deseti pramenů, z nichž nejsilnější má nejvyšší aktivitu na hodnotě 5500 Bq/l. To z něj dělá nejaktivnější veřejně přístupný zdroj radioaktivní minerální vody v České republice. Pramen byl pojmenován Michael. Další sirovodíkový pramen nese jméno Uriel a menší rašelinné jezírko je pojmenováno Samuel. Jména podle andělů byla zvolena s ohledem na skutečnost, že se nacházejí na úpatí Andělského vrchu.